# Марк Секстий (трибун 414 пр.н.е.)
Марк Секстий (на латински: M. Sextius) е политик на Римската република през края на 5 век пр.н.е. Произлиза от плебейската фамилия Секстии.
През 414 пр.н.е. Марк Секстий е народен трибун. Подготвя основаването на колонията Bolae в Лацио. Консулски военен трибун e Марк Постумий Алб.